# جیمی برنز
جیمی برنز (انگلیسی: Jamie Burns؛ زادهٔ ۶ مارس ۱۹۸۴) بازیکن فوتبال اهل بریتانیا است.
از باشگاه‌هایی که در آن بازی کرده‌است می‌توان به باشگاه فوتبال مورکم، باشگاه فوتبال بری، و باشگاه فوتبال بلکپول اشاره کرد.